# Donal Foley
Donal Foley (Waterford, 4 settembre 1922 – 7 luglio 1981) è stato un giornalista e editore irlandese.
Cresciuto a Ferrybank, un sobborgo della Contea di Waterford, fu il corrispondente da Londra dell'agenzia The Irish Press. Nel 1971 fu assunto dal quotidiano The Irish Times per il quale curò la rubrica satirica "Man Bites Dog" durante gli anni dell'Irish National Liberation Army.
Svolse quest'attività fino al 1981, anno della morte.
La sua autobiografia è intitolata The Three Villages.